# Hubert Viel
Hubert Viel est un réalisateur de cinéma français, né en 1980 à Caen.

## Biographie
En 2013, il sort son premier long métrage, Artémis, cœur d'artichaut, une comédie tournée en Super 8 et inspirée par Éric Rohmer, Jean-Luc Godard et les poètes de la Grèce antique. Son deuxième long métrage, Les Filles au Moyen Âge, sorti en janvier 2016, est inspiré par des films comme Perceval le Gallois de Rohmer et Les Onze Fioretti de François d'Assise de Roberto Rossellini, ainsi que par un ouvrage de l'historienne Régine Pernoud, La Femme au temps des cathédrales, qu'il adapte librement.

## Filmographie

### Longs métrages
- 2013 : Artémis, cœur d'artichaut
- 2015 : Les Filles au Moyen Âge
- 2020 : Louloute[3]

### Courts métrages
- 2006 : Avenue de l'Opéra
- 2014 : Petit lapin